# Droga krajowa B21 (Niemcy)
Droga krajowa 21 (niem. Bundesstraße 21, B 21) – niemiecka droga krajowa przebiegająca na osi północny wschód - południowy zachód i jest połączeniem przejścia granicznego z Austrią koło Salzburga przez Bad Reichenhall z przejściem granicznym koło austriackiego Unken.

## Historia
Droga do końca lat 40. XX wieku była oznakowana jako B31. Wynikało to z faktu, że w 1932 r. była fragmentem Reichsstraße 31 prowadzącej z Lindau (Bodensee) przez Bregencję, Innsbruck, Bad Reichenhall i Salzburg do Linz. Po 2. wojnie światowej droga otrzymała numer 21, który zwolnił się po drodze Reichsstraße 21 przebiegającej przed wojną przez Austrię.
Od 1957 r. pojazdy austriackie mogły użytkować drogę jako tranzytową bez dopełniania szczegółowych formalności celnych.